# El engranaje de cristal
El engranaje de cristal es el sexto álbum de estudio solista del músico argentino Skay Beilinson, exmiembro de Patricio Rey y sus Redonditos de Ricota junto a su grupo Los Fakires, lanzado en 2016.

## Lista de canciones
Casi todas las canciones fueron compuestas por Skay Beilinson, excepto «El equilibrista» con letra de Daniel Amiano y música de Skay Beilinson.
1. «Cáscaras» (4:21)
2. «Quisiera llevarte» (3:39)
3. «Egotrip» (2:50)
4. «El equilibrista» (2:52)
5. «En la fragua» (2:54)
6. «La procesión» (2:26)
7. «Chico bomba» (3:32)
8. «La calle del limbo» (3:02)
9. «El carguero del sur» (2:51)
10. «Epílogo» (2:08)

## Músicos
- Skay Beilinson: Voz y guitarras.
- Oscar Reyna: Guitarras.
- Claudio Quartero: Bajo.
- Javier Lecumberry: Teclados.
- Topo Espíndola: Batería y percusión.

## Invitados
- Gastón Lemas: Pandereta.
- Jorge Elía: Derbake en la canción «La procesión».